# Gazej
Gazej (bułg. Газей) – szczyt w górach Piryn w Bułgarii położony w bocznym Paśmie Poleżańskim. Wznosi się na wysokość 2761 m n.p.m. i jest jedenastą pod względem wysokości górą Pirynu. Patrząc na niego ze szczytu Poleżanu, odnieść można wrażenie, że jest mały, wznosząc się niewiele ponad Górne Jezioro Poleżanskie, ale jego zachodnie stoki opadają stromo w stronę doliny Demianicy. Szczyt wznosi się majestatycznie nad doliną i jest widoczny również z Doliny Razłog. Poniżej głównego szczytu znajduje się mniejszy, który również wygląda imponująco. Grzbiet o tej samej nazwie tworzy cyrk lodowcowy, w którym znajdują się Gazejski Ezera, jedne z najwyżej położonych jezior na Bałkanach oraz z którego wypływa Gazejska Reka. Przypuszcza się, że nazwa szczytu pochodzi od tureckiego słowa gaazi, które znaczy niepokonany.